# (300169) 2006 VC146
(300169) 2006 VC146 es un asteroide perteneciente al cinturón de asteroides descubierto el 15 de noviembre de 2006 por el equipo del Lincoln Near-Earth Asteroid Research desde el Laboratorio Lincoln, Socorro, Nuevo México, Estados Unidos.

## Designación y nombre
Designado provisionalmente como 2006 VC146.

## Características orbitales
2006 VC146 está situado a una distancia media del Sol de 3,003 ua, pudiendo alejarse hasta 3,500 ua y acercarse hasta 2,506 ua. Su excentricidad es 0,165 y la inclinación orbital 9,690 grados. Emplea 1901,41 días en completar una órbita alrededor del Sol.

## Características físicas
La magnitud absoluta de 2006 VC146 es 15,5. 